# Wittenberg
Lutherov grad Wittenberg (njem. Lutherstadt Wittenberg) grad je u njemačkoj pokrajini Saskoj-Anhaltu. Ima 48.176 stanovnika (31. prosinca 2007.), koji žive na površini od 160,20 km². Wittenberg leži na rijeci Elbi.
Wittenberg je značajan zbog svoje veze s Martinom Lutherom i početkom reformacije i protestantizma.

## Povijest
Prvo naselje se spominje 1180. god. kao malo selo Flamanskih kolonizatora pod upravom dinastije Ascania. God. 1260., ono postaje rezidencijom knezova Saxe-Wittenberg, te 1293. god. dobiva gradski statut. Wittenberg je zahvaljujući svom smještaju u sljedećim stoljećima postao važnim trgovačkim središtem. Po izumiranju dinastije Ascania, knezovi Saxe-Wittenberga su ga poklonili dinastiji Wettin. Koncem 15. st. postaje važnim upravnim središtem kada se u grad doselio izborni saski princ Fridrik III. Tada započinje velika izgradnja grada, te se grade drugi most preko Elbe (1486. – 1490.), dvorska crkva Schlosskirche (1496. – 1506.) i obnavlja se palača. 
Sveučilište u Wittenbergu je osnovano 1502. god., a pohađali su ga između ostalih i Martin Luther (koji je tu bio profesor teologije od 1508.) i Philipp Melanchthon (profeor grčkog jezika od 1518.). Martin Luther je 31. listopada 1517. god., duboko ogorčen načinom davanja oprosta Katoličke crkve, na vrata crkve u Wittenbergu izvjesio na javnu raspravu svojih 95 teza o indulgencijama, dogmama i uređenju crkve.
Tijekom sedmogodišnjeg rata 1760. god., Wittenberg, tada Pruski grad, bombardirali su Austrijanci. Francuzi pod Napoleonom ga okupiraju 1806. i dodatno utvrđuju 1813. god. God. 1815., pruska vojska pod zapovjedništvom Tauentziena ga zauzima na juriš, čime je vojskovođa dobio naslov "von Wittenberg". Wittenberg tada postaje dio pruskim gradom u Saskoj pokrajini. Zidine Wittenberga su srušene u reorganizaciji vojnih snaga Njemačkog carstva 1873. god.
Povijesni centar Wittenberga je pošteđen bombardiranja u Drugom svjetskom ratu, ali su Saveznici bombardirali tvornicu zrakoplova, kuće i kolodvor na rubovima grada. Grad su sovjetske trupe okupirale 1945., a 1949. god. je ušao u sastav novostvorenog DDR-a. Nakon ujedinjenja Njemačke, postao je dijelom pokrajine Saske-Anhalta.

## Znamenitosti
Wittenberg je mjesto brojnih važnih povijesnih spomenika, kao npr. portreta i ostalih slika Lucasa Cranacha. Na vrata župne crkve Svih svetih Schlosskirche ("dvorac-crkva"), podignuta 1496. – 1506. god., Luther je prikovao 95 teza 1517. god. Bila je teško oštećena 1760. god. u požaru nakon francuskog bombardiranja za vrijeme Sedmogodišnjeg rata. Obnovljena je od 1885. – 1892. god. kada su drvena vrata zamijenjena brončanima i ponovno postavljen latinski tekst teza. Unutar crkve su grobnice Luthera i Philippa Melanchthona, te Fredericka Wisea (Peter Vischer Mlađi, 1527.) i Johna Konstanta (Hans Vischer), te portreti Lucasa Cranacha mlađeg koji prikazuju prve reformatore. 
Gospina župna crkva, u kojoj je Luther često propovijedao, je izgrađena u 14. stoljeću, ali se mnogo promijenila od Lutherova vremena. Sadrži veličanstvene slike Lucasa Cranacha Starijeg kao Posljednja večera (s licima Luthera i ostalih reformatora), krštenja i ispovijedi. Osim toga, postoje brojne povijesne slike u crkvi Hermanna Vischera Starijeg (1457.). Drevna izborna palača je još jedan od objekata koji je pretrpio ozbiljna oštećenja 1760. god., a danas sadrži gradski arhiv. Tu su i kuća Melanchthon i dom Lucasa Cranacha Starijeg (1472. – 1553.), koji je bio gradonačelnik Wittenberga. Kipovi Luthera (Schadow), Philippa Melanchthona i Bugenhagena uljepšavaju grad. Mjesto izvan vrata Elster, gdje Luther javno spalio papinskog bika 1520. god., obilježeno je hrastom.
- Pogled na ulice Wittenberga s gradskom crkvom (Stadtkirche) u sredini.
- Crkva Svih Svetih (Schlosskirche)
- Augusteum i Lutherhaus
- Melachtonhaus
- Gradska vijećnica (Rathaus Wittenberg)

## Partnerski gradovi
Wittenberg je zbratimljen sa sljedećim gradovima:
- Bretten, Njemačka, od 1990.
- Békéscsaba, Mađarska, od 1999.
- Göttingen, Njemačka, od 1988.
- Haderslev, Danska, od 2004.
- Springfield, Ohio, SAD, od 1995.

## Vanjske poveznice
- Službena stranica (njem.) (engl.)
- Lutherova memorijalna zaklada Saske-Anhalta (njem.) (engl.)